# Revista Brasileira de Direito Animal
A Revista Brasileira de Direito Animal é a primeira revista relacionada com o atual debate sobre o Direito Animal na América Latina, coordenada pelos Promotores de Justiça de meio ambiente do Ministério Público do Estado da Bahia,  Heron Gordilho, Luciano Rocha Santana e pelo professor Tagore Trajano, tendo sido fundada em 2006 por Heron Gordilho, Luciano Santana e Thiago Pires Oliveira, tendo, na atualidade, a periodicidade quadrimestral.
Esta revista jurídica possui um caráter interdisciplinar e conta com a contribuição de renomados cientistas brasileiros e estrangeiros, como os filósofos Tom Regan e Peter Singer, os juristas David Favre e Gary Francione, pensadores como Richard D. Ryder e Dale Jamieson, os filósofos Sônia Felipe e  Carlos M. Naconecy, a bióloga Paula Brügger, a jurista Edna Cardozo Dias, os promotores Laerte Levai e Vânia Tuglio, dentre outros.
Ela era publicada originalmente pelo Instituto Abolicionista Animal em parceria com o Núcleo de Pesquisa e Extensão em Direito Ambiental e Direito Animal do Programa de Pós-Graduação em Direito da Faculdade de Direito da Universidade Federal da Bahia, sendo a publicação sediada em Salvador, no Estado da Bahia. Em seguida, passou a ser publicada pela UFBA em parceria com outros centros de pesquisa e, atualmente, ela se encontra vinculada somente ao PPGD-UFBA, estando classificada no estrato A1 do CAPES, o mais alto nível de classificação de periódicos científicos.
Este periódico é dividido em uma seção doutrinária que contém artigos nacionais e internacionais sobre os mais distintos pontos da Bioética, Ética Aplicada aos Animais e ao Direito Animal, além de uma seção destinada à publicação de documentos forenses pertinentes à temática animal.